# Sphyrna couardi
A Sphyrna couardi a porcos halak (Chondrichthyes) osztályának kékcápaalakúak (Carcharhiniformes) rendjébe, ezen belül a pörölycápafélék (Sphyrnidae) családjába tartozó faj.

## Előfordulása
A Sphyrna couardi elterjedési területe az Atlanti-óceán keleti része, Portugáliától kezdve, Szenegálon keresztül egészen a Kongói Köztársaságig.

## Megjelenése
Ez a pörölycápa legfeljebb 300 centiméter hosszú.

## Életmódja
Trópusi cápafaj, amely a partok sekély vizében él. Tápláléka csontos halak és fejlábúak.

## Szaporodása
A Sphyrna couardi elevenszülő hal. Egy alomban 24-28 kis cápa van. Születésükkor 30-32 centiméteresek.

## Felhasználása
Ezt a halat, csak kisebb mértékben halásszák.